# Aeroporto di Pisa Galileo Galilei
De luchthaven Pisa Galileo Galilei (Italiaans: Aeroporto di Pisa Galileo Galilei) (IATA: PSA, ICAO: LIRP) ligt 2 kilometer ten zuiden van de Italiaanse stad Pisa. Het is de voornaamste luchthaven van Toscane, met 3,725 miljoen passagiers en meer dan 42.000 vliegbewegingen in 2007. De luchthaven is vernoemd naar de Italiaanse natuurkundige en astronoom Galileo Galilei.
De voornaamste gebruikers van de luchthaven zijn de prijsvechters zoals Ryanair en Germanwings. Er vertrekken ook intercontinentale vluchten met luchtvaartmaatschappijen zoals Delta Airlines naar New York.
De luchthaven is tevens een belangrijke basis voor transportvluchten van de Italiaanse luchtmacht (Aeronautica Militare). De militaire installaties bevinden zich aan de noordkant van het vliegveld.